# Epilohmanniidae
Epilohmanniidae zijn  een familie van mijten. Bij de familie zijn 3 geslachten met circa 60 soorten ingedeeld.

## Taxonomie
De volgende taxa zijn bij de familie ingedeeld:
- Geslacht Epilohmannia Berlese, 1916[1]
  - Epilohmannia cylindrica (Berlese, 1904)
    - = Lohmannia cylindrica Berlese, 1904[2]
    - = Lesseria szanisloi Oudemans , 1917[3]
    - = Epilohmannia verrucosa Jacot, 1934[4]

  - Epilohmannia pallida
  - Epilohmannia spathulata Aoki, 1970[5]
  - Epilohmannia spathuloides Bayartogtokh, 2000
  - Epilohmannia shtanchaevae Bayartogtokh, 2000
- Geslacht Epilohmannoides Jacot, 1936
  - Epilohmannoides esulcatus Ohkubo, 1979[6]
  - Epilohmannoides jacoti Norton, Metz & Sharma
  - Epilohmannoides terrae Jacot
  - Epilohmannoides wallworki Hammer
- Geslacht Neoepilohmannia McDaniel and Bolen, 1989[7]
  - Neoepilohmannia dolosa (Pérez-Iñigo & Baggio)
  - Neoepilohmannia guarani (Balogh & Mahunka)
  - Neoepilohmannia lenkoi (Balogh & Mahunka)
  - Neoepilohmannia maurii (Fernandez)
  - Neoepilohmannia multisetosa (Hammer)
  - Neoepilohmannia rabori (Corpuz-Raros)
  - Neoepilohmannia neotricha (Wallwork)
  - Neoepilohmannia ovalis (Berlese)
  - Neoepilohmannia ovata (Aoki, 1961)[8]
  - Neoepilohmannia taeda McDaniel and Bolen, 1989[7]
  - Neoepilohmannia xena (Mahunka)
  - Neoepilohmannia zwarti (Hammen).